# 傑氏椰子貓
傑氏椰子貓（Paradoxurus jerdoni），又名褐棕櫚狸，是印度西高止山脈特有的麝貓。
傑氏椰子貓分佈在伯爾尼丘陵、尼爾吉里丘陵及阿奈馬萊丘陵、庫瓦蘭及庫格，尤其是在海拔500-1300米的地方。